# Nitiocellus panthera
Nitiocellus panthera là một loài bọ cánh cứng trong họ Bọ hung (Scarabaeidae).